# Андреевская волость (Владимирский уезд)
Андреевская во́лость — нижняя административно-территориальная единица в составе Владимирского уезда Владимирской губернии Российской империи и СССР. Волостной центр — с. Андреевское. Ныне территория   Небыловского сельского поселения Юрьев-Польского района Владимирской области России

## История
Упразднена в 1926 году.

## Состав
В 1890 году в состав  входило 6 населённых пунктов
По данным на 1913 год входили 9 населённых пунктов
- Абобурово (ныне Абабурово)
- Андреевское — волостной центр
- Выремша (упразднена в 1977 году)
- Душилово (упразднена в 1974 году)
- Косагово
- Лыково
- Небылое
- Невежино
- Слуда
- Тартышево